# René Fernández Apaza
Rene Fernandez Apaza (ur. 9 stycznia 1924 w Padilli w Boliwii, zm. 14 sierpnia 2013) – boliwijski arcybiskup.

## Życiorys
Został wyświęcony na kapłana 28 listopada 1948 roku. W dniu 2 marca 1968 roku został mianowany biskupem diecezji Oruro i 21 kwietnia tego samego roku przyjął święcenia biskupie. W dniu 21 listopada 1981 roku został mianowany na arcybiskupa koadiutora z archidiecezji Sucre. W kwietniu 1988 roku został mianowany arcybiskupem archidiecezji Cochabamba. W 1999 roku przeszedł na emeryturę. Zmarł 14 sierpnia 2013 roku.